# Попешть (Джиров, Нямц)
Попешть, Попешті (рум. Popești) — село у повіті Нямц в Румунії. Входить до складу комуни Джиров.
Село розташоване на відстані 282 км на північ від Бухареста, 7 км на північний схід від П'ятра-Нямца, 89 км на захід від Ясс.

## Населення
За даними перепису населення 2002 року у селі проживали 227 осіб, усі — румуни. Усі жителі села рідною мовою назвали румунську.